# Zeebo
Zeebo – konsola gier wideo siódmej generacji wydana przez Zeebo inc w 2009 roku. Konsola została stworzona z myślą o rynkach rozwijających się. Docelowa miała być tańszą alternatywą dla innych konsol siódmej generacji. Konsola została wycofana z produkcji w 2011 roku, niedługo później utraciła wsparcie ze strony producenta.

## Historia
Konsola została zaprezentowana w listopadzie 2008 roku w Rio de Janeiro i miała swoją premierę 25 maja 2009 roku na rynku brazylijskim i 14 listopada tego samego roku w Meksyku. W ciągu krótkiej obecności na rynku na konsole ukazały się porty gier znaczących wydawców i producentów, a także gry mniejszych firm i porty gier mobilnych. Mimo to sprzedaż urządzenia cały czas spadała na co wpływ miał rozwój rynku smartfonów. Konsola nie doczekała się premiery na innych rynkach i została wycofana z produkcji w 2011 roku. W tym samym roku Zeebo inc. zakończyło wsparcie dla wszystkich usług sieciowych platformy.